# Alexander Povetkin
Alexander Vladimirovich „Sasha” Povetkin (n. 2 septembrie 1979, Kursk, RSFS Rusă, URSS) este un boxer rus retras din activitate care a deținut titlul de WBA (Regular) la categoria grea din 2011 până în 2013. În calitate de amator a câștigat o medalie de aur în divizia super-grea la Jocurile Olimpice din 2004, aur la Campionatele Mondiale din 2003 și aur consecutiv la Campionatele Europene din 2002 și 2004 . Povetkin este cunoscut pentru a avea un fizic puternic.

## Rezultate în boxul profesionist
| 36 de victorii (25 prin knockout, 11 la puncte), 3 Înfrângeri, 1 remiză, 0 lupte nedisputate |                  |                     |     |               |            |                                                    |                                                                                                  |
| Rez.                                                                                         | Rezultat general | Adversar            | Tip | Runda, Timp   | Data       | Locația                                            | Note                                                                                             |
| Înfrângere                                                                                   | 36–3–1           | Dillian Whyte       | TKO | 4 (12), 2:39  | 27–03–2021 | Europa Point Sports Complex, Gibraltar             | Pierde centura WBC interimară la categoria grea                                                  |
| Victorie                                                                                     | 36–2–1           | Dillian Whyte       | TKO | 5 (12), 0:30  | 22–08–2020 | Matchroom Headquarters, Brentwood, Anglia          | Câștigă centura WBC interimară la categoria grea                                                 |
| Egal                                                                                         | 35–2–1           | Michael Hunter      | SD  | 12            | 07-12-2019 | Diriyah, Arabia Saudită                            |                                                                                                  |
| Victorie                                                                                     | 35–2             | Hughie Fury         | UD  | 12            | 31-08-2019 | The O2 Arena, Londra, Anglia                       | Câștigă centura WBA International heavyweight vacantă                                            |
| Înfrângere                                                                                   | 34–2             | Anthony Joshua      | TKO | 7 (12), 1:59  | 22-09-2018 | Wembley Stadium, Londra, Anglia                    | Pentru titlurile WBA (Super), IBF, WBO, & IBO la categoria grea                                  |
| Victorie                                                                                     | 34–1             | David Price         | KO  | 5 (12), 1:02  | 31-03-2018 | Principality Stadium, Cardiff, Țara Galilor        | Retained WBA Inter-Continental and WBO International heavyweight titles                          |
| Victorie                                                                                     | 33–1             | Christian Hammer    | UD  | 12            | 15-12-2017 | DIVS, Yekaterinburg, Rusia                         | Retained WBO International heavyweight title; Won vacant WBA International heavyweight title     |
| Victorie                                                                                     | 32–1             | Andriy Rudenko      | UD  | 12            | 01-07-2017 | Luzhniki Palace of Sports, Moscova, Rusia          | Won vacant WBA Continental and WBO International heavyweight titles                              |
| Victorie                                                                                     | 31–1             | Johann Duhaupas     | KO  | 6 (10), 2:59  | 17-12-2016 | IEC Expo, Yekaterinburg, Rusia                     |                                                                                                  |
| Victorie                                                                                     | 30–1             | Mariusz Wach        | TKO | 12 (12) 0:50  | 04-11-2015 | TatNeft Arena, Kazan, Rusia                        | Retained WBC Silver heavyweight title                                                            |
| Victorie                                                                                     | 29–1             | Mike Perez          | TKO | 1 (12), 1:31  | 22-05-2015 | Luzhniki Palace of Sports, Moscova, Rusia          | Retained WBC Silver heavyweight title                                                            |
| Victorie                                                                                     | 28–1             | Carlos Takam        | KO  | 10 (12), 0:54 | 24-10-2014 | Luzhniki Palace of Sports, Moscova, Rusia          | Won WBC Silver heavyweight title                                                                 |
| Victorie                                                                                     | 27–1             | Manuel Charr        | KO  | 7 (12), 1:09  | 30-05-2014 | Luzhniki Palace of Sports, Moscova, Rusia          | Won WBC International heavyweight title                                                          |
| Înfrângere                                                                                   | 26–1             | Wladimir Klitschko  | UD  | 12            | 05-10-2013 | Olympic Indoor Arena, Moscova, Rusia               | Lost WBA (Regular) heavyweight title; For IBF, WBO, IBO, The Ring, and lineal heavyweight titles |
| Victorie                                                                                     | 26–0             | Andrzej Wawrzyk     | TKO | 3 (12), 2:28  | 17-05-2013 | Crocus City Hall, Krasnogorsk, Rusia               | Retained WBA (Regular) heavyweight title                                                         |
| Victorie                                                                                     | 25–0             | Hasim Rahman        | TKO | 2 (12), 1:46  | 29-09-2012 | Alsterdorfer Sporthalle, Hamburg, Germania         | Retained WBA (Regular) heavyweight title                                                         |
| Victorie                                                                                     | 24–0             | Marco Huck          | MD  | 12            | 25-02-2012 | Porsche-Arena, Stuttgart, Germania                 | Retained WBA (Regular) heavyweight title                                                         |
| Victorie                                                                                     | 23–0             | Cedric Boswell      | KO  | 8 (12), 2:58  | 03-12-2011 | Hartwall Arena, Helsinki, Finlanda                 | Retained WBA (Regular) heavyweight title                                                         |
| Victorie                                                                                     | 22–0             | Ruslan Chagaev      | UD  | 12            | 27-08-2011 | Messe, Erfurt, Germania                            | Won vacant WBA (Regular) heavyweight title                                                       |
| Victorie                                                                                     | 21–0             | Nicolai Firtha      | UD  | 10            | 18-12-2010 | Max-Schmeling-Halle, Berlin, Germania              |                                                                                                  |
| Victorie                                                                                     | 20–0             | Teke Oruh           | KO  | 5 (10), 2:57  | 16-10-2010 | Olimpyskiy Sports Palace, Chekhov, Rusia           |                                                                                                  |
| Victorie                                                                                     | 19–0             | Javier Mora         | TKO | 5 (10), 0:50  | 13-03-2010 | Max-Schmeling-Halle, Berlin, Germania              |                                                                                                  |
| Victorie                                                                                     | 18–0             | Leo Nolan           | KO  | 3 (10), 2:33  | 05-12-2009 | MHPArena, Ludwigsburg, Germania                    |                                                                                                  |
| Victorie                                                                                     | 17–0             | Jason Estrada       | UD  | 10            | 04-04-2009 | Burg-Wächter Castello, Düsseldorf, Germania        |                                                                                                  |
| Victorie                                                                                     | 16–0             | Taurus Sykes        | TKO | 4 (10), 1:43  | 19-07-2008 | Olimpyskiy Sports Palace, Chekhov, Rusia           |                                                                                                  |
| Victorie                                                                                     | 15–0             | Eddie Chambers      | UD  | 12            | 26-01-2008 | Tempodrom, Berlin, Germania                        |                                                                                                  |
| Victorie                                                                                     | 14–0             | Chris Byrd          | TKO | 11 (12), 1:52 | 27-10-2007 | Messe, Erfurt, Germania                            |                                                                                                  |
| Victorie                                                                                     | 13–0             | Larry Donald        | UD  | 10            | 30-06-2007 | Olympic Indoor Arena, Moscova, Rusia               |                                                                                                  |
| Victorie                                                                                     | 12–0             | Patrice L'Heureux   | KO  | 2 (10), 1:02  | 26-05-2007 | Jako Arena, Bamberg, Germania                      |                                                                                                  |
| Victorie                                                                                     | 11–0             | David Bostice       | TKO | 2 (10), 2:57  | 03-03-2007 | StadtHalle, Rostock, Germania                      |                                                                                                  |
| Victorie                                                                                     | 10–0             | Imamu Mayfield      | KO  | 3 (10)        | 10-12-2006 | Olympic Indoor Arena, Moscova, Rusia               |                                                                                                  |
| Victorie                                                                                     | 9–0              | Ed Mahone           | TKO | 5 (8), 2:05   | 23-09-2006 | Rittal Arena, Wetzlar, Germania                    |                                                                                                  |
| Victorie                                                                                     | 8–0              | Livin Castillo      | TKO | 4 (8), 2:45   | 03-06-2006 | TUI Arena, Hanover, Germania                       |                                                                                                  |
| Victorie                                                                                     | 7–0              | Friday Ahunanya     | UD  | 6             | 22-04-2006 | SAP Arena, Mannheim, Germania                      |                                                                                                  |
| Victorie                                                                                     | 6–0              | Richard Bango       | KO  | 2 (6), 2:20   | 04-03-2006 | EWE Arena, Oldenburg, Germania                     |                                                                                                  |
| Victorie                                                                                     | 5–0              | Willie Chapman      | TKO | 5 (6)         | 17-12-2005 | Max-Schmeling-Halle, Berlin, Germania              |                                                                                                  |
| Victorie                                                                                     | 4–0              | Stephane Tessier    | UD  | 4             | 12-11-2005 | Alsterdorfer Sporthalle, Hamburg, Germania         |                                                                                                  |
| Victorie                                                                                     | 3–0              | John Castle         | RTD | 1 (4), 3:00   | 01-10-2005 | Small EWE Arena, Oldenburg, Germania               |                                                                                                  |
| Victorie                                                                                     | 2–0              | Cerrone Fox         | TKO | 4 (4), 2:37   | 03-09-2005 | Internationales Congress Centrum, Berlin, Germania |                                                                                                  |
| Victorie                                                                                     | 1–0              | Muhammad Ali Durmaz | TKO | 2 (4), 1:23   | 11-06-2005 | BigBox, Kempten, Germania                          | Professional debut                                                                               |